# Игошина, Валентина Евгеньевна
Валентина Евгеньевна Игошина (4 ноября 1978, Брянск) — русская пианистка, лауреат международных конкурсов, ассистент кафедры специального фортепиано Московской Государственной Консерватории им. Чайковского.

## Биография
Валентина Игошина начала учиться музыке с четырёх лет под руководством матери. В возрасте двенадцати лет начала посещать московскую Центральную музыкальную школу, затем стала студенткой Сергея Доренского и Ларисы Дедовой в Московской государственной консерватории. В 2004—2014 годах работала преподавателем на кафедре специального фортепьяно Московской консерватории.
Снималась в двух фильмах английского режиссёра Тони Палмера («Rachmaninoff: The Harvest of Sorrow», «Valentina Igoshina plays Chopin»).
Есть дочь Алиса.

## Достижения
В 1993 году в возрасте 14 лет Игошина выиграла первый приз на конкурсе пианистов имени Артура Рубинштейна, проходившем в Быдгоще, Польша. В 1997 году выиграла первый приз в Международном конкурсе пианистов имени Рахманинова в Москве.
Игошина принимала участие и в других конкурсах пианистов, проходящих по всему миру:
- Финалист Конкурса Королевы Елизаветы в Брюсселе в 2007 году;[6]
- Второе место на Международном конкурсе Хосе Итурби в 2006 году в Испании[7].

Игошина представлена в списке великих женщин-пианистов, составленном ресурсом www.forte-piano-pianissimo.com.

## Фестивали и основные оркестровые выступления
Игошину приглашали играть со многими известными оркестрами, в числе которых:
- Королевский оркестр Концертгебау в Амстердаме, дирижёр — Маркус Штенц;
- Шотландский симфонический оркестр BBC в Абердине, дирижёр — Александр Титов;
- Оркестр Халле в Манчестере, Великобритания, дирижёр — Сэра Марк Элдер;
- Симфонический оркестр Мельбурна в Австралии, дирижёр — Маркус Штенц;
- Симфонический оркестр Барселоны, дирижёр — Хосеп Кабалье Доменек;
- Лондонский филармонический оркестр, дирижёр — Карл Дэвис;
- Оркестр Макао, Китай, дирижёр — Лу Цзя;
- Варшавский филармонический оркестр, дирижёр — Антоний Вит.

Валентина работала с Александром Ведерниковым во время его пребывания на сцене Большого театра. Игошина также выступала с оркестрами в Кракове, Бранденбурге, Гданьске, Сент-Луисе, Сент-Этьене, Ухане, Токио, Москве, Санкт-Петербурге и многих других местах.

## Записи
Живые выступления Игошиной проводились на BBC Radio 3, ABC Classic FM, BBC Scotland, а также для звуковых дорожек фильмов Тони Палмера «Жатва скорби» (The Harvest of Sorrow) (также над проектом работали Валерий Гергиев и Михаил Плетнев) и Странный случай Дельфины Потоцкой (The Strange Case of Delphina Potocka).
В 2006 году студией Warner Classics International был выпущен альбом под названием Валентина Игошина, в котором пианистка сыграла произведения Мусоргского и Шумана.
В 2008 Игошина записала альбом под названием «Шопен: Все вальсы» (Chopin: Complete Waltzes), который был выбран журналом Classic FM Magazine диском месяца в ноябре 2008 года.
Многие из выступлений Игошиной можно увидеть на YouTube, в том числе Фантазию Шопена и Грезы Любви Листа.